# Hrabstwo Caswell
Hrabstwo Caswell (ang. Caswell County) – hrabstwo w stanie Karolina Północna w Stanach Zjednoczonych.

## Geografia
Według spisu z 2000 roku obszar całkowity hrabstwa obejmuje powierzchnię 428 mil2 (1109 km²), z czego 425 mil2 (1101 km²) stanowią lądy, a 4 mile2 (10 km²) stanowią wody. Według szacunków United States Census Bureau w roku 2012 miało 23 217 mieszkańców. Jego siedzibą administracyjną jest Yanceyville.

### Miasta
- Milton
- Yanceyville